# 池州市
池州市（ちしゅう-し）は中華人民共和国安徽省に位置する地級市。

## 地理
安徽省の南部に位置し、銅陵市、蕪湖市、宣城市、黄山市、安慶市、江西省に接する。

## 歴史
756年（永泰元年）、唐により池州が置かれた。
2000年6月に地級市の池州市が設立。

## 行政区画
1市轄区・3県を管轄する。
- 市轄区：
  - 貴池区
- 県：
  - 東至県・石台県・青陽県

| 池州市の地図                |
| --------------------------- |
| 貴池区 東至県 石台県 青陽県 |

### 年表
この節の出典

#### 皖南行署区池州専区
- 1949年10月1日 - 中華人民共和国皖南行署区池州専区が成立。大通市・貴池県・至徳県・東流県・青陽県・石埭県・太平県・銅陵県が発足。(1市7県)
- 1950年3月28日 - 大通市が銅陵県に編入。(7県)
- 1950年5月25日 - 蕪当専区繁昌県を編入。(8県)
- 1951年 - 蕪湖県を編入。(9県)
- 1952年1月 - 繁昌県の一部が銅陵県に編入。(9県)
- 1952年3月28日 
  - 銅陵県・貴池県・青陽県・至徳県・東流県が皖北行署区安慶専区に編入。
  - 太平県・石埭県が徽州専区に編入。
  - 繁昌県・蕪湖県が蕪湖専区に編入。

#### 安徽省池州地区(1965年-1980年)
- 1965年5月21日 - 安徽省安慶専区貴池県・銅陵県・青陽県・東至県を編入。池州専区が成立。(4県)
- 1965年7月19日 - 貴池県の一部が徽州専区太平県・祁門県・黟県の各一部と合併し、石台県が発足。(5県)
- 1965年8月9日 - 石台県の一部が徽州専区祁門県・黟県に分割編入。(5県)
- 1965年12月7日 (5県)
  - 徽州専区太平県の一部が石台県に編入。
  - 貴池県の一部が東至県に編入。
- 1971年3月29日 - 池州専区が池州地区に改称。(5県)
- 1971年12月11日 - 貴池県の一部が銅陵市銅山区に編入。(5県)
- 1974年2月11日 (6県)
  - 徽州地区太平県を編入。
  - 銅陵県の一部が青陽県に編入。
- 1974年11月13日 - 銅陵県が銅陵市に編入。(5県)
- 1974年11月18日 - 青陽県の一部が銅陵市銅陵県に編入。(5県)
- 1978年10月26日 - 石台県、蕪湖地区涇県の各一部が太平県に編入。(5県)
- 1979年10月 - 貴池県の一部が銅陵市銅山区に編入。(5県)
- 1980年1月29日 
  - 東至県・貴池県が安慶地区に編入。
  - 太平県・石台県が徽州地区に編入。
  - 青陽県が宣城地区に編入。

#### 安徽省池州地区(1988年-2000年)
- 1988年8月17日 - 安慶地区貴池県・東至県・石台県、蕪湖市青陽県を編入。池州地区が成立。(1市3県)
  - 貴池県が市制施行し、貴池市となる。
- 2000年6月25日 - 池州地区が地級市の池州市に昇格。

#### 池州市
- 2000年6月25日 - 池州地区が地級市の池州市に昇格。(1区3県)
  - 貴池市が区制施行し、貴池区となる。